# Gerard Helders

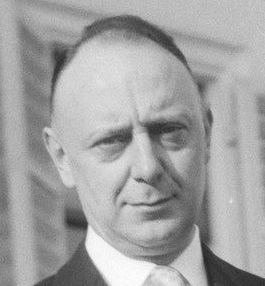
Gerard Helders (1957)

Gerardus „Gerard“ Philippus Helders (* 9. März 1905 in Rotterdam; † 6. Januar 2013 in Wassenaar, Provinz Zuid-Holland) war ein niederländischer Politiker der Christlich-Politischen Partei CSP (Christelijk Staatkundige Partij) in Niederländisch-Ostindien sowie der Christlich-Historischen Union (Christelijk-Historische Unie), der unter anderem zwischen 1957 und 1959 Minister für überseeische Angelegenheiten im Kabinett Drees III und im Kabinett Beel II war. Als Minister musste er sich unter anderem mit der Struktur der Verwaltung in den überseeischen Hoheitsgebieten auseinandersetzen. Nach seiner Tätigkeit als Minister war er von 1959 bis 1975 Mitglied des Staatsrates (Raad van State). Helders verstarb mit fast 108 Jahren und war nach dem Tod des 108-jährigen Johannes Heesters am 24. Dezember 2011 immer noch mehr als ein Jahr der älteste Niederländer, der nicht nur aufgrund seines hohen Alters bekannt war.

## Leben

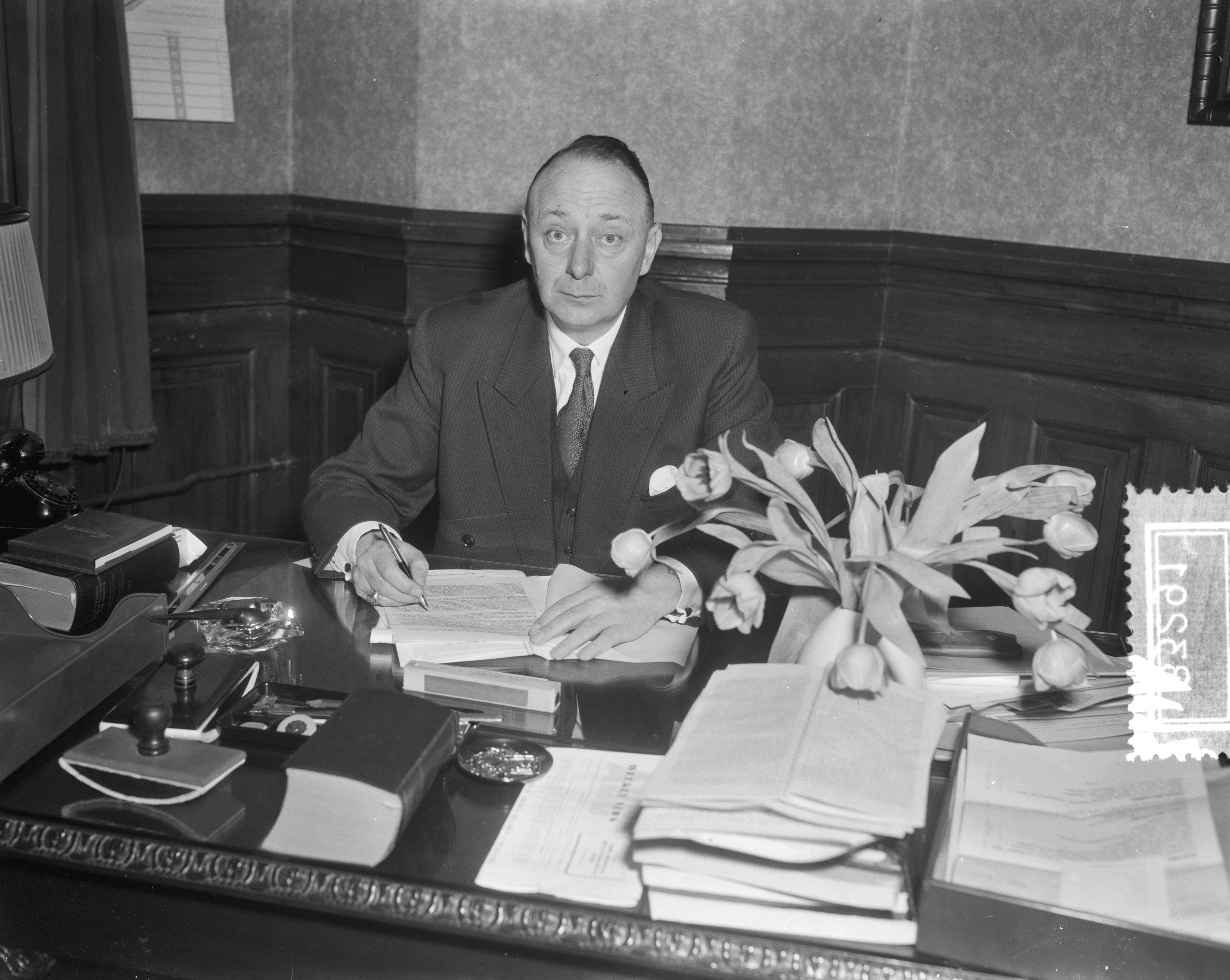
Helders als Minister für überseeische Angelegenheiten.

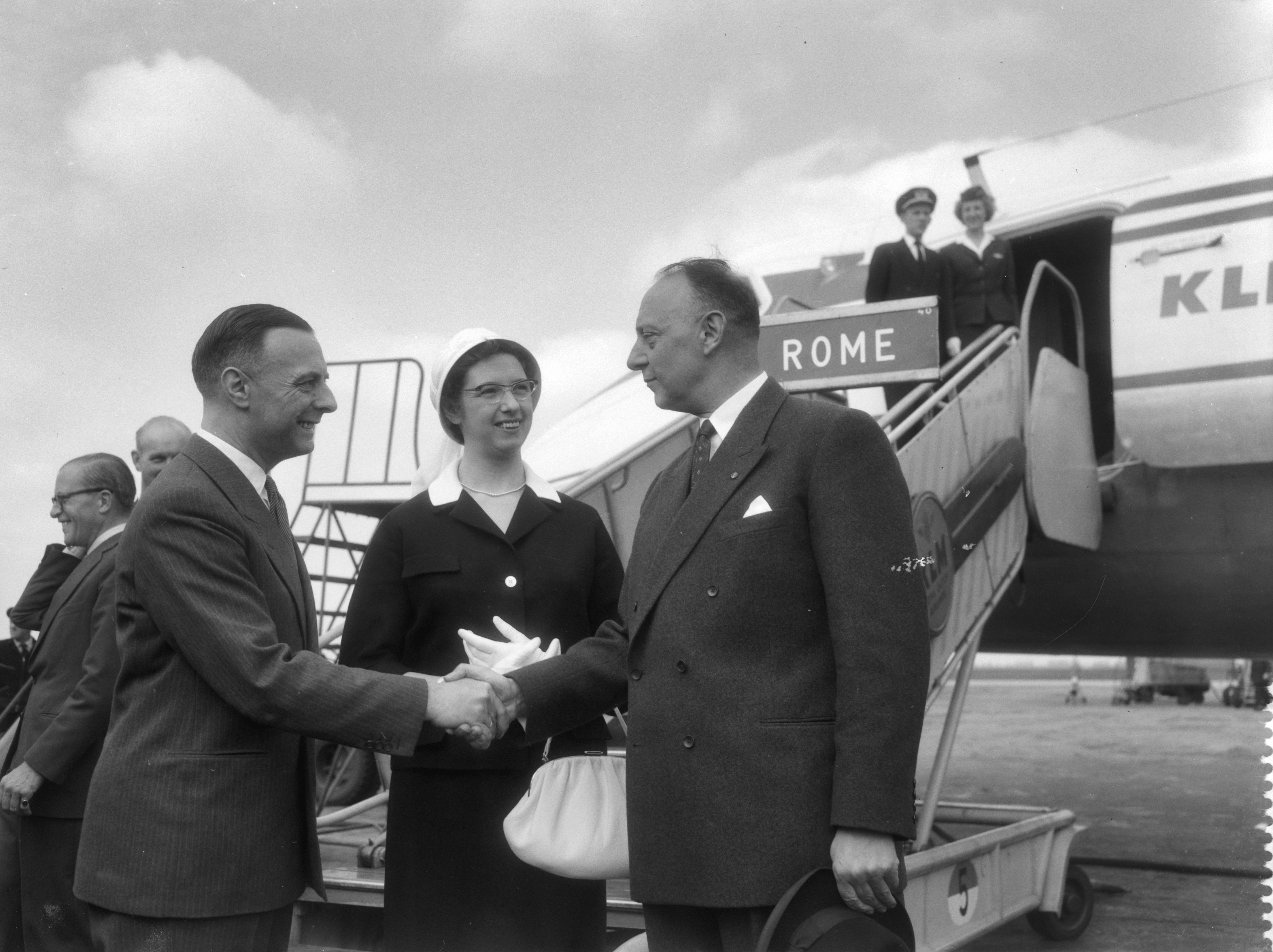
Helders (rechts) mit Pieter Platteel, dem Gouverneur von Niederländisch-Neuguinea, und dessen Ehefrau (10. Juni 1958).

Gerardus „Gerard“ Philippus Helders besuchte die Höhere Bürgerschule HBS (Hogereburgerschool) und absolvierte nach deren Abschluss zunächst ein Studium der Wirtschaftswissenschaften an der Niederländischen Handelshochschule NHH (Nederlandse Handels-Hoogeschool). Danach begann er 1925 ein Studium der Rechtswissenschaften an der Rijksuniversiteit Leiden. Während seiner Abschlussprüfung 1929 wurde er ohnmächtig, so dass er die Prüfung trotz vorheriger guter Noten nur knapp bestand. Nach seinem Abschluss arbeitete er einige Zeit in einer Anwaltskanzlei in Rotterdam und ging nach seiner Heirat 1930 nach Batavia, wo er eine Ausbildung zum Finanzinspektor absolvierte. Er war von 1931 bis Mai 1932 Beamter in der Finanzverwaltung in Batavia und danach zwischen Mai 1932 und 1936 Steuerinspektor in Bandoeng, ehe er von 1936 bis 1941 als Steuerinspektor in Batavia arbeitete. Er begann dort auch seine politische Laufbahn in der Christlich-Politischen Partei CSP (Christelijk Staatkundige Partij) als Mitglied des Stadtrates in Bandoeng und später in Batavia. 1941 wurde Helders Kommandant des Allgemeinen Hauptquartiers in Batavia und 1942 wurde er von der japanischen Besatzungsmacht gefangen genommen und befand sich bis 1945 in einem japanischen Internierungslager. Nach seiner Freilassung und Rückkehr 1945 wurde er zunächst Beamter im Finanzministerium in der dortigen Abteilung für Rechtsangelegenheiten und Verwaltung, deren stellvertretender Leiter er zuletzt war. Am 1. Februar 1948 wurde er Leiter der Steuerabteilung der Nederlands-Indische Handelsbank und fungierte schließlich zwischen dem 1. Januar 1949 und dem 16. Februar 1957 als Direktor und Leiter der Steuerabteilung der Nationale Trust Maatschappij.
Durch Königlichen Erlass vom 13. Februar 1957 wurde Helders zum Minister für überseeische Angelegenheiten (Minister van Zaken Overzee) ernannt und bekleidete dieses Ministeramt zwischen dem 16. Februar 1957 und dem 22. Dezember 1958 im Kabinett Drees III sowie vom 22. Dezember 1958 bis 19. Mai 1959 im Kabinett Beel II. Als Minister war er mit der Umsetzung der Charta des Königreichs sowie mit Angelegenheiten im Zusammenhang mit Suriname, den Niederländischen Antillen und Niederländisch-Neuguinea beauftragt, während die internationalen Aspekte der Neuguinea-Politik jedoch vom Außenministerium verwaltet wurden. In seiner Amtszeit kam es zur verstärkten finanziellen Unterstützung für die Entwicklung der Landwirtschaft in Suriname, insbesondere im Distrikt Nickerie. Er unterstützte 1958 die Abberufung von Jan van Baal sowie die Ernennung von Pieter Platteel als Gouverneur von Niederländisch-Neuguinea. Er eröffnete als Minister für Überseeangelegenheiten 1958 das internationale Fußballspiel Niederlande-Curaçao im Feijenoord-Stadion De Kuip.
Bei der Wahl zur Zweiten Kammer der Generalstaaten am 12. März 1959 war er Fünfzehnter auf der CHU-Kandidatenliste, wobei die CHU allerdings nur zwölf der 150 Sitze gewann. Während der Verhandlungen zur Gründung des Kabinett De Quay im April 1959 war er der vorgesehene Minister für Wohnungsbau und Bauwesen und auch bereit, dem Kabinett beizutreten. Allerdings wurde das Ministeramt letztlich von Jan van Aartsen von der ARP übernommen. Nach seinem Ausscheiden aus der Regierung wurde Gerard Helders durch Königlichen Erlass vom 3. Juli 1959 zum Mitglied des Staatsrates (Raad van State) ernannt. Er gehörte diesem Verfassungsorgan zur Beratung der Regierung vom 1. August 1959 bis zum September 1975 an. Im Staatsrat war er Mitglied der Abteilung für überseeische Angelegenheiten sowie Mitglied der Abteilung für Verwaltungsstreitigkeiten. Er war ferner zwischen März 1967 und Februar 1970 Mitglied des Prämienausschusses der Sozialversicherung sowie von 1967 bis 1971 Vorsitzender des Beirats für Kinderschutz (College van Advies voor de Kinderbescherming).
Helders verstarb am 6. Januar 2013 mit fast 108 Jahren und war nach dem Tod des 108-jährigen Johannes Heesters am 24. Dezember 2011 immer noch mehr als ein Jahr der älteste Niederländer, der nicht nur aufgrund seines hohen Alters bekannt war.